# Bánh kem lạnh

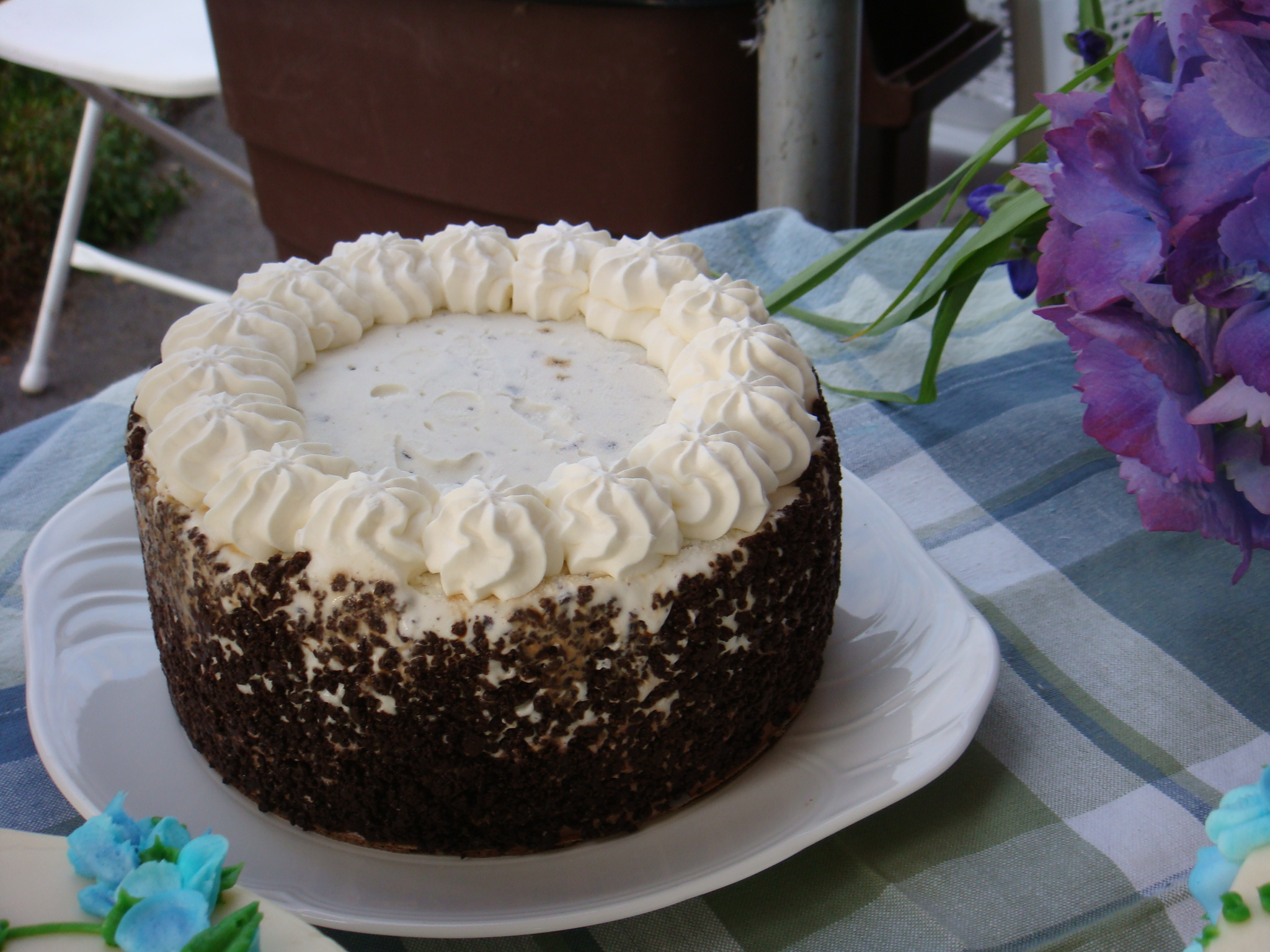
Bánh kem Socola

Bánh kem lạnh hay Bánh kem là loại bánh ngọt có kem lạnh làm nhân cho bánh bông lan cuộn hoặc bánh nhiều tầng. Bánh kem có thể được tạo ra bằng cách xếp nhiều lớp kem có hương vị khác nhau vào chảo ổ bánh mì.
Bánh kem lạnh là món ăn phổ biến trong bữa tiệc, sinh nhật và đám cưới, đặc biệt là ở Bắc Mỹ và Úc. Riêng ở châu Âu thì món này ít người biết đến. Ở Anh bánh bông lan cuộn kem còn gọi là kem cuộn Bắc Cực.

## Chuẩn bị
Trong quá trình chế biến, thành phần bánh được nướng theo cách thông thường, cắt thành hình nếu cần thiết và sau đó đông lạnh. Kem được tạo hình trong khuôn phù hợp và các thành phần này sau đó được lắp ráp trong khi đông lạnh. Kem đánh bông thường được sử dụng để phủ kem, như một sự bổ sung cho hai loại kết cấu còn lại, và bởi vì nhiều loại kem phủ thông thường sẽ không bám dính thành công vào bánh đông lạnh. Sau đó, toàn bộ chiếc bánh được giữ đông lạnh cho đến khi thưởng thức, khi đó nó được để rã đông đợi cho tới lúc có thể dễ dàng cắt lát nhưng không quá nhiều đến mức làm tan chảy kem.

## Thị trường Mỹ
Bánh kem lạnh rất phổ biến ở nước Mỹ. Carvel có truyền thống quảng cáo các loại bánh theo chủ đề trên truyền hình bao gồm Fudgie the Whale và Cookie Puss. Baskin-Robbins, Dairy Queen, Friendly's, Cold Stone Creamery và các nhà bán lẻ khác cũng đều có bán món kem này.
Chúng cũng là món tráng miệng phổ biến trong lễ kỷ niệm ngày 4 tháng 7; Những chiếc bánh được chuẩn bị cho ngày này thường được trang trí với các họa tiết yêu nước và tô điểm bằng kem tươi, quả mọng đỏ và quả việt quất. Các phiên bản khác là những chiếc bánh cờ cầu kỳ được làm từ các lớp kem và sorbet.